# 2030 Бєляєв
2030 Бєляєв (2030 Belyaev) — астероїд головного поясу, відкритий 8 жовтня 1969 року.
Тіссеранів параметр щодо Юпітера — 3,623.